# Onthophagus chrysoderus
Onthophagus chrysoderus är en skalbaggsart som beskrevs av D'orbigny 1905. Onthophagus chrysoderus ingår i släktet Onthophagus och familjen bladhorningar. Inga underarter finns listade i Catalogue of Life.